# دم‌بریده آسیایی
دم‌بریده آسیایی (نام علمی: Urosphena squameiceps) نام یک گونه از تیره سسکیان است.